# 趙秉湘
趙秉湘（？—？），清朝官員，本籍直隸。稟貢出身。

## 生平
趙秉湘於1824年（道光4年）接替詹英，三度擔任臺灣府淡水廳艋舺縣丞一職，是大台北地區的地方父母官。